# Seemann (Rammstein)
A Seemann (németül tengerész) a Rammstein második kislemeze a Herzeleid című albumról.
Koncerteken Flake, a billentyűs, egy gumicsónakkal tett egy kört a közönség felett. Ezt a performanszot most már a basszusgitáros Oliver Riedel hajtja végre a Stripped című szám alatt.

## Számlista
1. Seemann (Album verzió)
2. Der Meister (Album verzió)
3. Rammstein in the House (Timewriter-remix)

## Feldolgozások
Az Apocalyptica 2003-ban készített egy átiratot Nina Hagen énekesi közreműködésével.